# اوباری
اوباری (به عربی: أوباری) یک منطقهٔ مسکونی در لیبی است که در فزان واقع شده‌است. از جاذبه‌های این منطقه دریاچه‌ای سطحی از آب زیرزمینی به نام ام‌الماء است که به دلیل کم شدن سطح آب، آب آن ۵ برابر از آب دریا شورتر شده‌است اما به دلیل میزبانی مگس‌های آب شور مکان مناسبی برای توقف پرنده‌های مهاجر می‌شود.

## خصوصیات
اوباری ۳۵٬۰۰۰ نفر جمعیت دارد و ۴۶۸ متر بالاتر از سطح دریا واقع شده‌است.